# Leftfielder

Leftfielderns position (LF) på en basebollplan.

Leftfielder (ungefär: "vänsterfältspelare") är en position i baseboll och softboll som spelar i det område som kallas outfield, området utanför baserna. Leftfieldern spelar till vänster från slagmannen räknat. De andra två positionerna i outfield är centerfielder och rightfielder och ett samlingsnamn på alla tre är outfielder.
Spelarna i outfield tar hand om de långa bollarna som slås bortom baserna ut från infield. En outfielder kan bränna en slagman genom att fånga en boll i luften innan den studsar, en lyra. Mer ovanligt är att en outfielder tar hand om bollen och hinner kasta den till en försvarsspelare vid en av baserna som hinner bränna en slagman eller annan springande spelare.
En outfielder ska vara snabb för att hinna till bollen på det vidsträckta outfield, vara säker på att fånga bollarna och ha en bra kastarm så att han kan kasta tillbaka bollen både hårt och välriktat till någon infielder eller catchern vid behov.

## Kända leftfielders

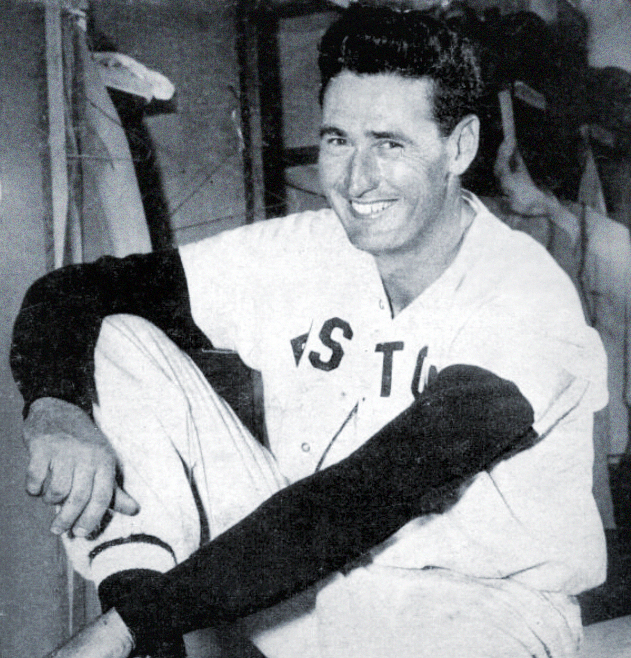
Leftfieldern Ted Williams 1949.

Följande 23 leftfielders hade till och med 2024 valts in i National Baseball Hall of Fame:
- Lou Brock
- Jesse Burkett
- Fred Clarke
- Ed Delahanty
- Goose Goslin
- Chick Hafey
- Rickey Henderson
- Monte Irvin
- Joe Kelley
- Ralph Kiner
- Heinie Manush
- Joe Medwick
- Minnie Miñoso
- Stan Musial
- Jim O'Rourke
- Tim Raines
- Jim Rice
- Al Simmons
- Willie Stargell
- Zack Wheat
- Billy Williams
- Ted Williams
- Carl Yastrzemski